# Cementeri de Sad Hill
El Cementiri de Sad Hill és una obra d'arquitectura cinematogràfica construïda dins dels límits municipals de Contreras i Santo Domingo de Silos, a la província de Burgos, per al rodatge de l'escena final de la pel·lícula El bo, el lleig i el dolent.

## Ubicació

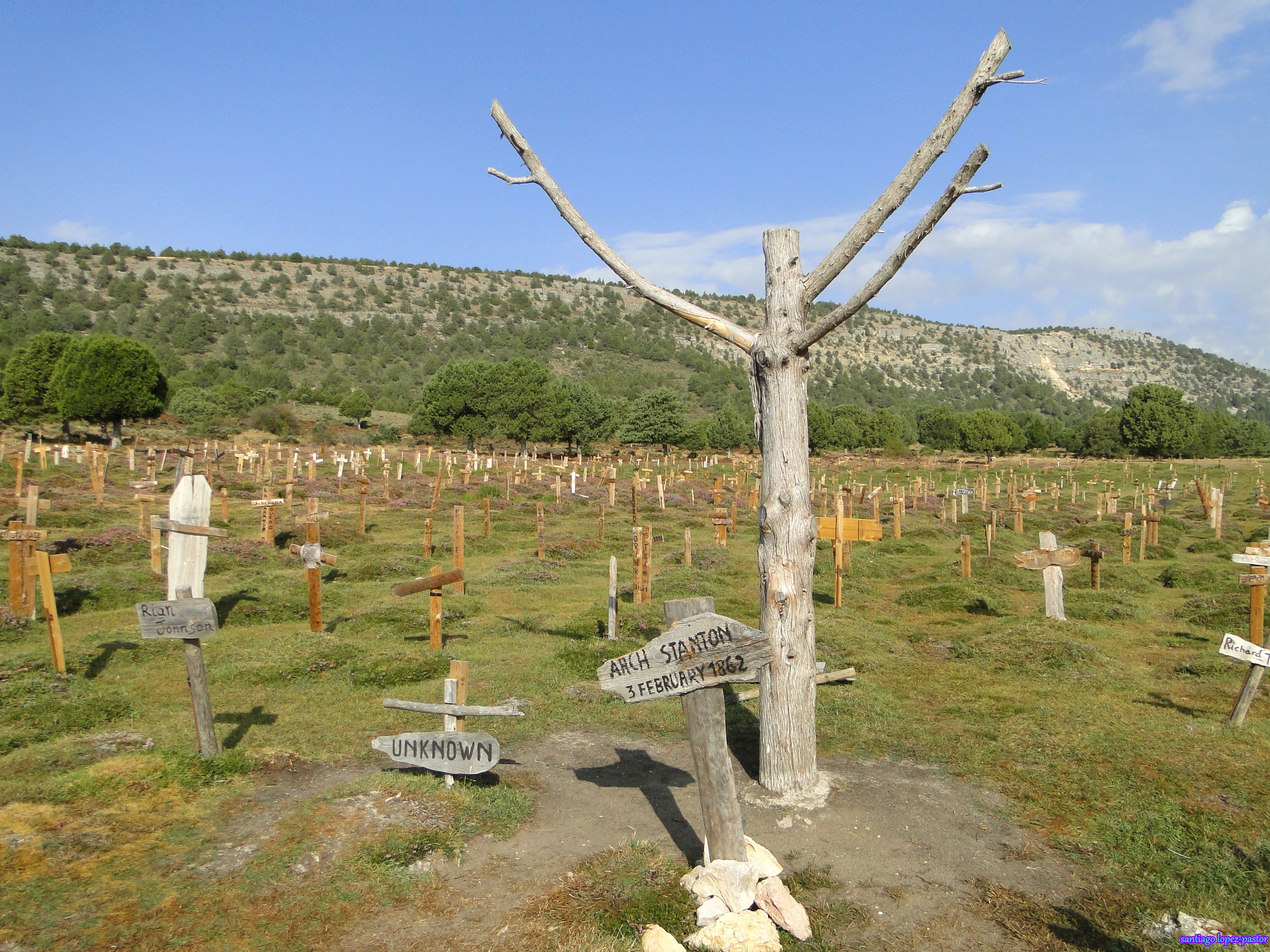
Vista del paratge

Des de Salas de los Infantes, se segueix la N-234 en direcció Burgos i s'arriba fins a Hortigüela. A partir del desviament cal dirigir-se cap a Covarrubias i als 3 km i mig, després d'un desviament a la dreta de la carretera, s'arriba al lloc on es va rodar la batalla del pont de Langston.
Un km després s'arriba al monestir de Sant Pere d'Arlanza, lloc de rodatge de la missió de San Antonio. En direcció a Covarrubias i just abans de creuar el segon pont sobre el riu Arlanza a Fuente Tubilla, un camí sorgeix a la dreta en direcció a Contreras, des d'on es pren la pista que porta a Santo Domingo de Silos. El camí condueix al cementeri de Sad Hill. El Cementeri es troba a 2 km de la localitat de Contreras.
En 2017, l'Associació Cultural Sad Hill va fer els passos previs a la declaració del Cementeri de Sad Hill com a Bé d'Interès Cultural (BIC).

## Història
L'estiu de 1966, el director italià Sergio Leone va trobar a la Penya de Villanueva i a la vall de l'Arlanza els escenaris adequats per al rodatge d'El bo, el lleig i el dolent.
Després del rodatge, el lloc va romandre abandonat durant 49 anys fins que a l'octubre de 2015 van començar els treballs de recuperació del cementeri a les mans de voluntaris de l'Associació Cultural Sad Hill. L'empedrat central cobert per una capa vegetal va ser desenterrat durant mesos i mitjançant una campanya de micromecenatge es va finançar la col·locació de les creus en la posició original. Tot el procés de reconstrucció va ser registrat en el documental Desenterrando Sad Hill de Guillermo d'Oliveira, nominat als Premis Goya 2019 en la categoria de Millor Pel·lícula Documental. El cementeri conté unes 500 creus.
La pel·lícula El bo, el lleig i el dolent figura en la història del cinema com a obra antològica del spaghetti western.

## Entorn
A la comarca de la Serra de la Demanda s'hi han rodat pel·lícules com: La Laguna Negra (1952), L'ombra de la Guineu (1962), La vall de les Espases (1963), Campanades a mitjanit (1965), Doctor Zhivago (1965), Les petrolieres (1971) o El miracle de P. Tinto (1998), entre d'altres.